# Claude Sautet
Pour les articles homonymes, voir Sautet.
Claude Sautet, né le 23 février 1924 à Montrouge (Seine) et mort le 22 juillet 2000 dans le 14e arrondissement de Paris, est un scénariste et réalisateur français.

## Biographie

### Jeunesse et débuts timides

#### Premiers temps
Né le 23 février 1924 à Montrouge, Claude Sautet mène une enfance timide et distraite, qui laisse tôt entrevoir à sa famille des dispositions artistiques,. À dix ans, il chante dans une chorale, comme soprano soliste. Poussé par une grand-mère cinéphile, il est rapidement fasciné par le cinéma hollywoodien. Quand la guerre éclate, il est sur la fin de ses études secondaires. Élève médiocre, il rate son bac en 1940,. Sur le conseil de sa mère, il s'inscrit à un cours de peinture proche du domicile familial. Mais son professeur, moins séduit par son travail que par ses « mains très longues, très belles », ne tarde pas à le réorienter vers la sculpture. Le jeune homme se laisse convaincre et postule dans cette discipline à l'École nationale supérieure des arts décoratifs, qui le reçoit, à sa grande joie, premier au concours d'entrée,. La sculpture est pour lui une révélation. Il envisage un temps d'en faire son métier, mais la perspective de posséder son propre atelier et de vivre de son travail l'inquiète, et il abandonne l'idée.
Il s'essaie alors à la peinture de décors de films, et, très marqué par Le jour se lève de Marcel Carné (1939), décide de devenir monteur vers 1943. Pour effectuer des stages, il lui faut une carte de travail. Il se présente donc devant la Kommandantur de Paris, mais on le prend pour un ouvrier ajusteur-monteur. Il échappe au STO en partant pour le Jura, où il rejoint un centre d'aide aux jeunes délinquants en qualité de responsable,. C'est à cette époque qu'il rencontre Graziella Escojido, qui deviendra sa femme à l'hiver 1953, et le restera jusqu'à sa mort. Elle deviendra sa première complice dans l'écriture de ses films à venir. Lors d'une représentation de la pièce Le colonel Foster plaidera coupable de Roger Vailland, il prend part à une rixe avec le service d'ordre qui le laisse en sang. Par crainte de représailles, sa mère l'envoie à Auxerre, où il rejoint l'Entraide française. La vue d'une petite annonce la conduit à inscrire son fils au concours d'entrée de l'IDHEC (aujourd'hui la Femis). Reçu de nouveau premier, il rentre à Paris à l'occasion de la Libération en 1945. Il intègre l'institut, où il reçoit des cours de cinéma durant deux ans,. Il en garde en fait surtout le souvenir des films projetés, à une époque où ceux-ci sont devenus difficilement accessibles. Toujours en 1947, il adhère au Parti communiste, à un âge où il s'interroge sur la vocation de son existence. D'abord « militant romantique fervent » selon ses termes, il ne tarde pas à se sentir étouffer sous les dogmes relayés avec force par ses camarades, et par l'habileté manipulatrice des plus théoriciens d'entre eux. Il quittera le parti en 1952, non sans peine à l'idée des amitiés qu'il perdrait ainsi,. Il restera néanmoins toute sa vie solidaire des grandes causes, signant par exemple en 1960 le Manifeste des 121 pour l'indépendance de l'Algérie, ou consacrant son film de 1978 Une histoire simple au féminisme et au combat pour l'IVG.
Après l'IDHEC, il entre en fan de jazz au journal Combat pour y rédiger les critiques musicales. En parallèle, il vit sa première expérience de réalisation, en travaillant comme second assistant sur Occupe-toi d'Amélie (1949) de Claude Autant-Lara. C'est ainsi qu'il parvient à tourner son premier court métrage personnel en 1951, dans des conditions quasi professionnelles. D'une durée de treize minutes, Nous n'irons plus au bois est une petite farce légère et burlesque, qui renvoie à l'humour des Charlot des années 1920 et à celui des Branquignols. Sautet n'hésite pourtant pas à la juger « ratée, naïve et maladroite », et en tire notamment pour leçon l'importance de la direction d'acteurs.

#### Débuts de cinéaste
Sautet prend dès lors l'habitude de jouer l'assistant pour de nombreux réalisateurs. Il entame ainsi une amitié profonde et durable avec Yves Robert sur Les hommes ne pensent qu'à ça (1954),. Il poursuit auprès de Jean Devaivre sur Le Fils de Caroline chérie, où il côtoie Brigitte Bardot, et qui sort en 1955. La même année, tandis que naît son fils Yves, il entame les préparatifs de la comédie Bonjour sourire pour Robert Dhéry. Quand celui-ci quitte le projet juste avant le tournage, il accepte d'en reprendre la réalisation, surtout pour tirer d'embarras les producteurs. En réalité, il ne se reconnaîtra jamais dans ce film, conçu par Dhéry pour réunir des célébrités populaires de ses amis tels qu'Henri Salvador, Annie Cordy, Louis de Funès ou Jean Carmet. S'en tenant strictement aux directions déjà fixées par son prédécesseur, Sautet mène le projet à bien, mais refusera toujours d'y voir son premier long métrage personnel,.

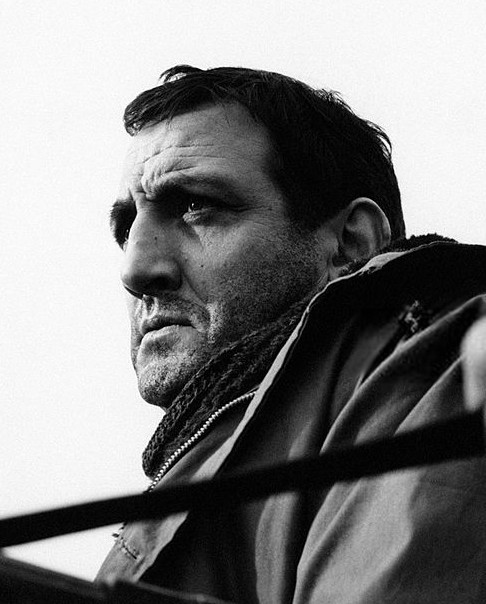
Lino Ventura en 1961.

Il reste en fait principalement assistant réalisateur au cours de cette décennie. Cette période très formatrice lui laisse aussi un goût amer devant l'état de la production française, installée dans une forme de routine industrielle, qui laisse peu de place à la passion et à l'engagement personnel du cinéaste. En 1959, il travaille encore sur Les Yeux sans visage de Georges Franju,, et surtout Le fauve est lâché de Maurice Labro. Ce dernier y est en effet en fréquent désaccord avec l'acteur principal Lino Ventura, au point de quitter le tournage avant son terme, et c'est encore Sautet qui assure le relais en dirigeant les dernières scènes. Il se rapproche ainsi de Ventura. Jacques Becker, qui a aimé le film, conseille à l'acteur de poursuivre cette collaboration en adaptant le roman de José Giovanni Classe tous risques. La rencontre est fructueuse. Ventura se passionne pour le livre de Giovanni, et Sautet en apprécie l'écriture, et le thème du gangster traqué qui tient à rester un bon père de famille,. Les trois hommes resteront d'ailleurs amis par la suite,. L'accord scellé, le jeune réalisateur se rend sur le tournage d'À bout de souffle, où il convainc Jean-Paul Belmondo de tenir un second rôle,. Sautet s'investit beaucoup dans le projet. Lui qui n'était alors à l'aise que pour les dialogues, s'applique à développer ses compétences techniques, et ne laisse aucun aspect sans son intervention. L’avènement simultané de la Nouvelle Vague le conduit à admettre ses lacunes théoriques et littéraires, et le porte à plutôt miser sur l'action, en s'inspirant avant tout des films noirs américains. Classe tous risques paraît en 1960, mais la sortie la même année du À bout de souffle de Jean-Luc Godard l'éclipse quasi complètement. Seul Bertrand Tavernier, alors jeune critique qui vient de rejoindre le magazine Cinéma, lui consacre un article élogieux, mais limité par la rédaction à une trentaine de lignes en milieu de journal. En salles, le film subit un tel revers qu'il en vient à ruiner ses producteurs. Il sera néanmoins réhabilité trois ans plus tard, à l'initiative du cinéma Mac Mahon et du magazine Présence du cinéma, qui organisent et promeuvent sa ressortie avec succès.
Dans l'intervalle, Sautet, meurtri par l'échec premier du film et en difficultés financières, reçoit le soutien du producteur René Fargéas, qui l'envoie tourner en tant qu'assistant à Cinecittà pendant deux ans. Il seconde ainsi plusieurs tournages, notamment Symphonie pour un massacre et Peau de banane (1963). Il est profondément marqué par le caractère très collectif des travaux auxquels il participe en Italie. Il y voit même la source, en creux, du traitement fréquent qu'il fera par la suite du thème de l'isolement. Durant cette période, il tente de monter plusieurs projets : des adaptations du Désert des Tartares de Dino Buzzati, de La Permission de Daniel Anselme et de La Mort dans l'âme de Jean-Paul Sartre. Mais aucun n'aboutit, pour diverses raisons. Il accepte donc finalement une proposition pour un film d'aventures, lequel sortira sous le titre L'Arme à gauche en 1965. Cette deuxième pleine réalisation est tirée du roman Aground de l'Américain Charles Williams, et met de nouveau en avant Lino Ventura. Le tournage est difficile (Sautet n'hésite pas à parler d'« épreuve »), en particulier pour les scènes maritimes et nocturnes. Le cinéaste est en outre peu convaincu par l'actrice Sylva Koscina, contactée après le refus de Lea Massari du fait de tensions avec les producteurs. Le film est encore fraichement accueilli, seul L'Observateur lui consacrant une critique positive et fouillée.
Affecté par ces débuts difficiles, ne recevant que des propositions pour des films de gangsters et peinant à imposer ses propres idées, Sautet décide de réduire un temps ses ambitions de réalisation. Il s'en tient ainsi à son rôle d'assistant sur de nombreux films, parmi lesquels La Vie de château (1966), Mise à sac (1967), La Chamade (1968), Le Diable par la queue (1969), Borsalino (1970) ou encore Les Mariés de l'an II (1971). Officiant principalement à l'écriture, sans toujours se voir crédité au générique, il sera à cette époque surnommé par François Truffaut « le ressemeleur de scénario »,.

### Reconnaissance et consécration

#### Construction d'un style
Les divers concours qu'apporte le « Docteur Sautet », comme on l'appelle alors, lui permettent de faire de nombreuses rencontres dans le milieu cinématographique. Il se rapproche en particulier de Jean-Loup Dabadie, un jeune journaliste passionné par l'écriture, alors connu pour écrire des sketches pour Guy Bedos. Il lui demande d'abord de l'aider à boucler le scénario de Coupé cabèche, un projet de film noir porté par le producteur Francis Cosne et le réalisateur Michel Boisrond. L'entreprise est abandonnée, mais les deux hommes se recroisent ensuite à plusieurs reprises. Lorsqu'il entreprend l'adaptation pour l'écran du roman Les Choses de la vie, à la demande de son auteur Paul Guimard et du producteur Raymond Danon, Dabadie, qui peine à séduire un cinéaste, soumet le résultat à Sautet pour avis, sans même l'envisager comme metteur en scène tant il le croit éloigné du métier désormais. Mais à sa grande surprise, le réalisateur accepte, enthousiaste en particulier à l'idée d'entamer son récit par une scène d'accident de la route impliquant le héros. C'est aussi pour lui l'occasion de se renouveler, après deux films de genre.
Pour la musique est pressenti Georges Delerue, déjà en charge sur Classe tous risques, mais il n'est pas disponible,. Sautet est mis en relation avec Philippe Sarde, un jeune compositeur encore hésitant sur sa carrière, par l'entremise d'un producteur séduit par leurs travaux précédents. Après avoir lu quelques lignes du roman, Sarde propose un début de mélodie à Sautet, qui l'engage pour signer la musique. Les deux hommes collaboreront par la suite durant toute la carrière du cinéaste.

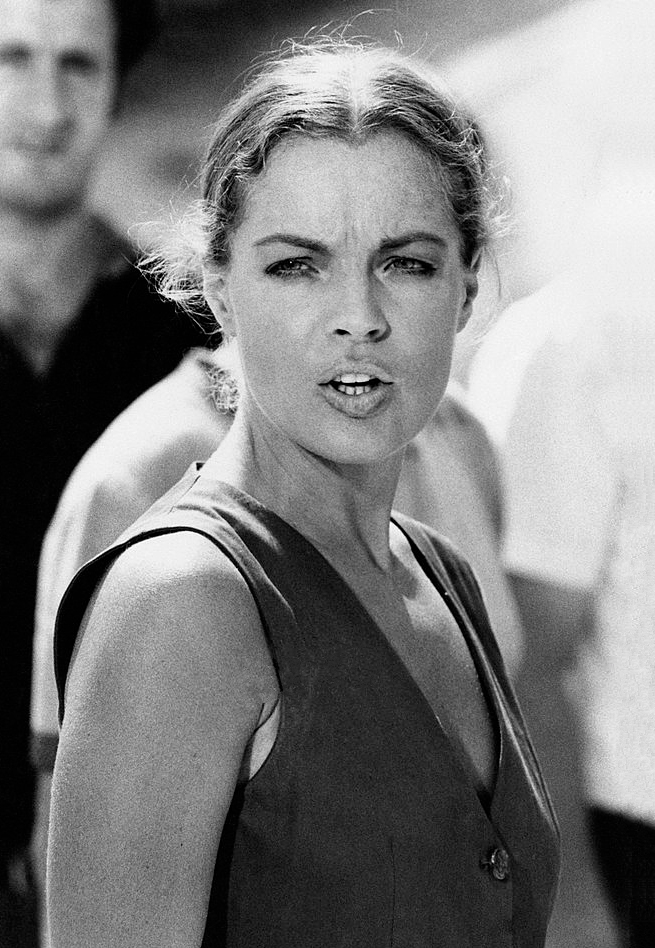
Romy Schneider en 1970.

À l'origine, Danon compte sur le couple vedette de Vivre pour vivre (Claude Lelouch, 1967), Annie Girardot - Yves Montand, mais Sautet n'est pas convaincu. Chez les Sarde (Alain, le frère cadet, deviendra bientôt à son tour producteur), il rencontre Michel Piccoli, un acteur qu'il apprécie de plus en plus. Il est notamment très marqué par la tension qu'il dégage dans les quelques scènes du Doulos (Jean-Pierre Melville, 1962) où il apparaît. À force d'insistance, il parvient à l'imposer pour le rôle masculin principal. Pour le féminin, il hésite d'abord, aucune actrice française en activité ne lui semblant convenir. Un jour qu'il se rend aux studios de Boulogne montrer un passage de film qu'il vient de retravailler, il y croise Romy Schneider : elle effectue des synchronisations pour La Piscine (1969),, un film qui marquera une première rupture dans sa carrière. Sautet, qui ne l'a jamais vue jouer, est tout de suite subjugué par cette femme qu'il trouve « vive, radieuse », et il décide d'en faire son héroïne,. Elle restera désormais pour toujours son actrice fétiche. Les Choses de la vie sort en 1970, et l'accueil est cette fois triomphal. Avec près de trois millions d'entrées, c'est un immense succès public, et sa reconnaissance se prolonge au niveau critique, avec notamment une sélection en compétition officielle à Cannes et un prix Louis-Delluc,. Gilles Jacob, dans Les Nouvelles littéraires, n'hésite pas à parler de chef-d'œuvre, tout en se défendant d'aimer le mot. Même Hollywood s'y intéressera, produisant en 1994 le remake Intersection, réalisé par Mark Rydell, avec Richard Gere et Sharon Stone. Bien qu'absente du film, La Chanson d'Hélène, écrite durant le tournage par Philippe Sarde et Dabadie, puis chantée par Schneider et Piccoli, remporte elle aussi un grand et durable succès,. 
Mais Les Choses de la vie accole aussi au cinéaste une image de conservateur, voire de réactionnaire, focalisé sur la bourgeoisie dans une période où la société tend très à gauche. Lui-même se sent enfermé dans l'atmosphère bon chic bon genre du film, au point d'en reculer le lancement du tournage. C'est à ce moment-là que son producteur lui fait lire le roman Max et les Ferrailleurs de Claude Néron, paru en 1968. Il est immédiatement impressionné par le personnage de Max, qui lui rappelle les théoriciens qui le terrorisaient durant sa jeunesse communiste. Quand il apprend qu'il est inspiré d'un policier ancien membre du PCF, il décide aussitôt d'en tirer la trame de son film suivant. Sautet et Néron retravaillent en profondeur l'histoire. Ils développent le personnage de Lily, la prostituée par laquelle l'enquêteur sadique tente d'atteindre son amant, un petit meneur de bande. Ils recentrent ainsi l'intrigue sur les rapports tendus entre les protagonistes, où se mêlent l'ambigüité, la fascination et les manipulations. Aidés de Jean-Loup Dabadie, ils modifient toute la fin, et reprennent la structure d'ensemble pour la jouer en flashback. Pour former le couple de l'histoire, la production approche d'abord Yves Montand et Marlène Jobert, mais ils refusent, de même qu'Alain Delon et Catherine Deneuve. C'est finalement Michel Piccoli et Romy Schneider, le tandem des Choses de la vie, qui acceptent immédiatement les rôles.
Pour la musique, Sautet fredonne à Philippe Sarde un air qu'il avait déjà soumis à Georges Delerue pour composer la bande originale de Classe tous risques. Sarde en tire une partition avant le tournage, aidant le réalisateur à trouver le style adéquat, à mi-chemin entre expressionnisme et violence contenue. Sautet se souvient à ce titre d'une entente rare avec le décorateur Pierre Guffroy et le chef opérateur René Mathelin, qui lui permettait d'opposer efficacement l'atmosphère joyeuse régnant parmi les malfrats, à l'ambiance radicalement froide du commissariat. Philippe Sarde comme Bertrand Tavernier remarquent toutefois l'aspect inhabituel de cette stylisation dans la carrière du réalisateur. Il y voient la marque de sa pudeur, et la clé nécessaire pour lui permettre de traiter de thèmes sombres, tout en conservant l'attrait du public,. Quand il sort en 1971, Max et les Ferrailleurs rencontre un nouveau beau succès, mais avec 1,9 million d'entrées il reste en deçà des Choses de la vie. Malgré des critiques globalement très positives (Alexandre Astruc y voit par exemple pour Paris Match « un film superbe, décapant, froid comme le jet d'une seringue hypodermique »), Sautet souffre de cette légère désaffection, d'autant qu'il sent le milieu un peu plus distant vis-à-vis de lui. Il restera néanmoins toute sa vie très fier du film, qui lui aura permis d'élargir son style, et de creuser les possibilités entrevues dans le jeu de Schneider et Piccoli sur Les Choses de la vie,.

#### Confirmation
Il décide alors de revenir à un milieu plus proche du sien pour ses histoires, avec des personnages qui lui ressemblent davantage. Il se penche sur un projet entamé dès 1962, mais qui ne sortira finalement qu'en 1972 : César et Rosalie. Dans l'intervalle, Sautet et ses complices du moment Jean-Loup Dabadie et Claude Néron reprennent le scénario en profondeur. Mais ils rencontrent de grandes difficultés à le boucler. Ils s'en tirent en s'appuyant davantage sur les caractères, sans chercher à tout prix à construire une histoire. Un choix qui n'échappera pas à la critique : « Sautet nous entretient, non de l'accessoire, du mirobolant, mais de l'essentiel, de quelques sensations et sentiments bruts captés à leur source. » (Claude Beylie dans L'Avant-scène cinéma). Plusieurs noms circulent pour les acteurs. À l'origine, le réalisateur pense à Brigitte Bardot, Lino Ventura et Jean-Paul Belmondo pour le trio principal. Il envisage également Vittorio Caprioli, remarqué dans Zazie dans le métro (Louis Malle, 1960), puis Vittorio Gassman. Mais à sa reprise du projet dix ans plus tard, Yves Montand lui réclame le rôle principal. D'abord hésitant, Sautet se laisse convaincre par le côté « enfantin » et « macho presque malgré lui » de l'acteur. C'est le début d'une collaboration qui durera encore deux longs-métrages après celui-ci. Aux côtés de Montand, Dabadie propose Catherine Deneuve, qui se montre d'abord enthousiaste, mais tarde ensuite à s'engager, invoquant vaguement des problèmes avec les coproducteurs de United Artists. Cette défection conduit Sautet à faire de nouveau appel à Romy Schneider qui, non rancunière, accepte de reprendre le rôle. Le cinéaste confiera que c'est au fond ce qu'il souhaitait depuis déjà quelque temps. Les relations sont plus tendues avec Sami Frey, qui complète le trio de tête. Sur le tournage, l'acteur ne parvient pas à prendre dans son jeu une part de la personnalité de Sautet, ce que ce dernier impose de plus en plus à son casting. Mais le film remporte un nouveau très gros succès, qui continue d'assoir la notoriété du cinéaste. Il obtient plus de 2,5 millions d'entrées en France, et l'Académie du cinéma italien auréole Montand d'un David di Donatello du meilleur acteur étranger.

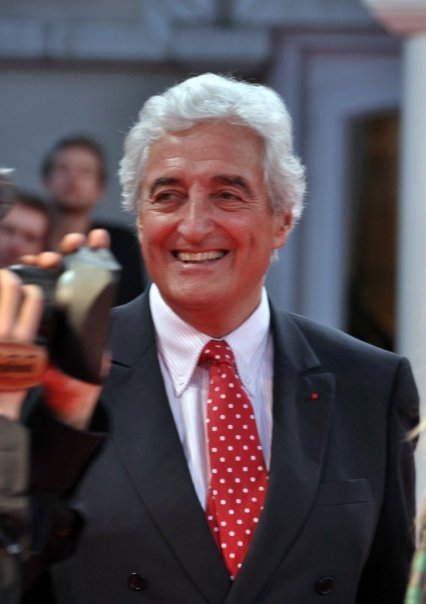
Jean-Loup Dabadie au Festival de Deauville en 2009.

L'apogée arrive probablement avec le suivant Vincent, François, Paul... et les autres (1974). Il s'agit d'une adaptation d'un autre roman de Claude Néron, La Grande Marrade (1965), dans lequel Sautet, conseillé par Jean-Loup Dabadie, a aimé retrouver l'ambiance hétéroclite des bistrots et des réunions de famille ou d'amis de sa jeunesse,. Comme c'est maintenant son habitude, il s'entoure de Néron et Dabadie pour refondre l'histoire. Ensemble, ils réhabilitent le personnage de Vincent (qui se suicide d'entrée dans le livre), développe ses rapports avec celui de Jean, et lui inventent divers déboires. Ils reprennent aussi, là encore, entièrement la fin. Libre désormais de contrôler sa distribution, Sautet n'hésite pas longtemps à choisir le trio du titre. Il refait confiance à Yves Montand, pour son jeu flamboyant en contraste avec les malheurs de son personnage, offre une fois de plus à Michel Piccoli un caractère qui lui ressemble fortement, , et confie à Serge Reggiani, qu'il juge « remarquable », le rôle difficile de Paul. Romy Schneider absente, il s'enthousiasme sur les performances de Marie Dubois et Stéphane Audran, et complète le casting avec un Gérard Depardieu dont il savoure le contraste entre la corpulence et la voix souvent douce. Sur le tournage, il gère le nombre d'acteurs simultanées par divers truchements, comme pour la célèbre « scène du gigot » où l'usage de deux caméras lui permet de n'en laisser aucun savoir quand il est filmé. Le match de boxe du dénouement, pour lequel il s'est imprégné de l'ambiance de vrais tournois, l'aide à conjuguer sa peur de la violence, en même temps qu'il génère un contraste fort avec la scène paisible qui le précède.
Malgré la proximité des personnages, Sautet refuse de voir en Vincent, François Paul... et les autres un film sur l'amitié : « C'est un film sur une bande. C'est parce qu'ils sont à tous à moitié ratés qu'ils sont ensemble. » Après César et Rosalie, le cinéaste s'installe dans un style de plus en plus épuré, fait de rapports humains fouillés plutôt que d'intrigues riches en péripéties,. À sa sortie, Vincent, François, Paul... et les autres attire encore quelque 2,8 millions de spectateurs, et les éloges des critiques et de la profession,. François Truffaut parle d'un film « superbe », où « le texte et l'action expliquent exactement les visages », et le Britannique John Boorman admire le soin apporté aux détails, et le sentiment général que « la forme est en parfaite adéquation avec le contenu ».

#### Conclusion d'un cycle
Sautet réalise alors ce qui apparaît comme son film le plus ambitieux, Mado (1976). Une brouille entre Claude Néron et Jean-Loup Dabadie, le premier n'étant pas cité au générique de Vincent, François, Paul... et les autres en vertu d'une clause du contrat signé par le second, le cinéaste tente d'apaiser les esprits en conviant Néron seul sur son film suivant. Sans le côté enjoué qu'amenait Dabadie, sa tonalité s'en ressent immédiatement. Jamais en fait le réalisateur ne s'est montré aussi sombre et audacieux. Lui-même le dit : « Mado est indubitablement mon film le plus noir ».
La première idée lui vient durant la production de Vincent, François, Paul... et les autres, après la lecture du roman Un amour de Dino Buzzati. S'apercevant qu'il a déjà été adapté au cinéma, Néron et lui font évoluer l'histoire et la recentrent sur le thème de la vénalité, comme conséquence de l'union entre argent et pouvoir. Par contraste, ils décident de creuser le motif du chômage, seulement évoqué dans Vincent, François, Paul... et les autres. Deux sujets osés à l'époque, qu'ils complètent en usant de la Mado du titre, inspirée d'une prostituée que Sautet avoue avoir aimée dans le passé, pour traiter également de la misogynie et du sexe tarifé. Le tragique de ces thématiques et les nombreux personnages rendent l'écriture difficile,. Ils obligent également le cinéaste à se consacrer plus que d'ordinaire à l'action et au suspense, pour ne pas craindre de lasser le spectateur.

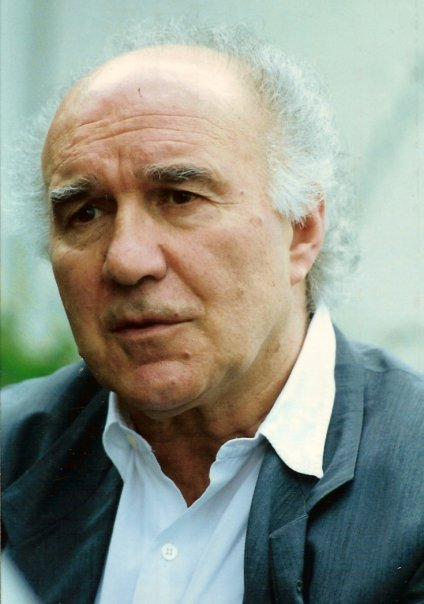
Michel Piccoli au festival de Cannes 1993.

Mais le tournage est compliqué. Dès les repérages, l'équipe s'embourbe sous la pluie à vingt kilomètres de Paris, et met quatre heures à trouver de l'aide. L'incident les pousse à introduire une scène similaire dans le film, pénible à mettre en scène mais qui en deviendra un moment clé. Rétrospectivement, Sautet voit dans cet enlisement une sorte de métaphore des difficultés qu'il rencontrera bientôt dans sa carrière. Les tracas empirent encore quand une grève éclate parmi les techniciens. Elle est principalement dirigée contre le producteur André Génovès, étonnamment absent durant le tournage, mais l'ambiance dans l'équipe se tend irrémédiablement, occasionnant des erreurs que le cinéaste regrettera amèrement. Pour la distribution, il fait appel une dernière fois à Michel Piccoli, et réserve à Romy Schneider un rôle secondaire, lui préférant la jeune Ottavia Piccolo pour le rôle titre, malgré un an et demi à attendre qu'elle soit disponible. Il offre également un rôle à Jacques Dutronc, honorant un souhait de sa famille car les deux hommes sont parents (la grand-mère paternelle de Dutronc étant la sœur du père de Sautet).
Il propose à Klaus Kinski de jouer Manecca, mais le voyant hésiter, lui préfère Charles Denner,. À l'écran, le film renvoie par certains aspects aux précédents, en particulier à Max et les Ferrailleurs, dont il se rapproche par les rapports humains qu'il décrit (mais de manière plus poussée), et en même temps par son style, bien que moins frontalement, et avec des touches plus énigmatiques,. Mais il forme aussi, par son profond pessimisme et ses singularités, un pari risqué que le cinéaste perd en partie. L'accueil est beaucoup moins chaleureux que précédemment, avec à peine plus d'un million d'entrées en France. Mado amorce en fait la fin d'un cycle entamé avec Les Choses de la vie, et dont on peut placer la conclusion dans le film suivant, Une histoire simple (1978).
Par ce dernier, Sautet honore une promesse faite à Romy Schneider, qui n'apparaît que très peu dans Mado, de lui vouer cette fois entièrement un long-métrage. Il se souvient aussi lui avoir assuré, des années plus tôt, qu'il lui en offrirait un « pour ses quarante ans ». Mais la construction du scénario occasionne quelques tensions entre elle et Jean-Loup Dabadie, car elle perçoit que son rôle ne sera finalement pas si prépondérant,. En effet, le scénario est en partie construit en contrepoint de celui de Vincent, François, Paul... et les autres : la bande d'amis hommes disparates laisse place à un groupe de femmes de plus en plus soudé, dont Schneider n'est de fait qu'un élément. C'est pourtant bien elle qui assurera pour beaucoup la popularité du film, et qui recevra son deuxième César pour sa prestation. Sur le tournage, une grande part de l'équipe est modifiée par rapport au film précédent, en réponse à la grève qui l'avait envenimé, et qui avait mis un terme définitif à plusieurs collaborations nouées par Sautet.
Une histoire simple traite du mouvement féministe, dont le cinéaste se sent solidaire,. Dès les premières minutes, il aborde le sujet de l'IVG, s'inscrivant dans la continuité de la loi Veil ratifiée trois ans plus tôt. Mais Sautet souffre de ce ton trop uniforme. Il avoue avoir cédé, par « bonne conscience », à une certaine surenchère dans les ramifications de l'histoire, pour tenter de lui rétablir un équilibre. Il regrette aussi d'être tombé dans ce qu'il appelle le piège de la contemporanéité, de s'être enfermé dans l'air du temps, et de s'être ainsi refusé la liberté d'expérimenter. Quand il sort, le film n'en retrouve pas moins le chemin des grands succès, démarrant premier en France devant Les Bronzés et La Grande Menace, et terminant à plus de 2,2 millions de spectateurs, en plus de réussir ailleurs en Europe. La profession n'est pas non plus insensible : le César décerné à Romy Schneider s'accompagne de onze nominations, et d'une sélection pour l'Oscar du meilleur film en langue étrangère. Dernière collaboration entre l'actrice et Sautet, Une histoire simple semble toutefois marquer une fin, et même renvoyer un regard nostalgique sur une période déjà passée,.

### Fin de carrière

#### Période hésitante
Poussé par Romy Schneider, Sautet s'associe avec son mari Daniel Biasini pour initier son projet suivant Un mauvais fils (1980). Il en reprend ensuite l'écriture seul, d'abord, puis avec Jean-Paul Török, ancien critique à Positif, une revue fidèle au cinéaste depuis ses débuts,. Le complice de longue date Jean-Loup Dabadie ne sera cette fois que consulté. Dans Un mauvais fils, le milieu ouvrier évoqué dans Max et les Ferrailleurs, Mado et Une histoire simple est omniprésent. Et comme Mado, le personnage principal est beaucoup plus jeune que le cinéaste. Ce dernier compte sur Gérard Depardieu pour le rôle titre, mais il comprend après un temps qu'il est trompé par son souvenir de l'acteur sur Vincent, François, Paul... et les autres : il est depuis devenu bien plus sûr de lui, et n'a plus la fragilité nécessaire au personnage. Sautet se voit contraint d'annuler leur collaboration, et génère ainsi un malaise entre les deux hommes que Jean-Louis Livi, son agent, tente d'apaiser en décrochant pour l'acteur un rôle important dans La femme d'à côté de François Truffaut. C'est finalement Patrick Dewaere qui est choisi, à la grande satisfaction du réalisateur. Pour lui faire face, Sautet opte pour son vieil ami Yves Robert, seul capable selon lui de jouer le personnage du père, un gauchiste réactionnaire coincé dans son entêtement et ses difficultés à s’exprimer. Lors de la sortie, Dewaere, en prises à des problèmes de drogue, a une violente altercation avec un journaliste, et déclenche une ire médiatique dont pâtit le film. Ce dernier rencontre néanmoins un succès correct en salles, avec un peu plus d'un million d'entrées, et permet à Jacques Dufilho, remarqué dans un second rôle assez singulier, de recevoir un César.

 
Sautet se consacre alors à Garçon !, film promis à Yves Montand comme Une histoire simple l'était à Romy Schneider. Comme pour ce dernier, il se met une pression désagréable et l'écriture du scénario est éprouvante, malgré le retour en support de Jean-Loup Dabadie. L'acteur impose d'entrée de nombreuses modifications à son personnage, et son emploi du temps repousse qui plus est le tournage d'un an, durant lequel le réalisateur avoue avoir peut-être perdu son inspiration. Ce dernier est en outre très affecté par le décès de sa muse Romy Schneider survenu en mai 1982. La distribution fait une nouvelle fois la part belle aux seconds rôles, parmi lesquels on remarque une jeune Clémentine Célarié signant ses débuts au cinéma. Sur le tournage, Montand en fait trop au goût du cinéaste, il lui apparaît très « égocentrique » et il peine à le contenir. Sautet se console un peu en situant l'histoire autour d'une brasserie, milieu qu'il affectionne depuis toujours, et dont il prend plaisir à filmer le « ballet » des serveurs en salle. Mais il coupera de nombreuses séquences au fil de plusieurs remontages, pour la sortie d'abord, puis à l'occasion de chaque diffusion télévisée. Le film remporte un certain succès, avec quelque 1,5 million d'entrées et quatre nominations aux César, mais la critique est sévère,, et lui l'estime raté : 

« Brusquement, je me suis senti au bord de la ringardise. Tout ce que j'avais dit jusque-là dans mes films n'avait plus besoin d'être. »

#### Ultime trilogie
Comme dans ses jeunes années, cette déception conduit Sautet à abandonner la réalisation. Il conserve quelques projets, notamment un polar léger avec Claude Néron, mais il se consacre en fait essentiellement à des travaux dans la publicité. Il doit son retour à Philippe Carcassonne, un critique de cinéma désirant devenir producteur. Celui-ci le soutient dans l'intérêt qu'il porte au roman de Jean-François Josselin Quelques jours avec moi, et les deux hommes se mettent au travail. Sautet s'entoure de nouveaux scénaristes : Jacques Fieschi, ancien collaborateur de Carcassonne sur la revue Cinématographe, et qui vient de cosigner Police pour Maurice Pialat, est ainsi bientôt rejoint par Jérôme Tonnerre, un fréquent collaborateur de Claude Lelouch.
Avec eux, le cinéaste conforte la tendance entrevue dans ses derniers films vers des personnages plus jeunes. Comme Ottavia Piccolo dans Mado et Patrick Dewaere, le héros de Quelques jours avec moi est de la génération de son fils,. Sautet approche d'abord Michel Blanc, mais il refuse. On lui recommande alors Daniel Auteuil, pour son « regard ». L'acteur lui évoque surtout des comédies peu avenantes, mais il lui reconnaît du talent dans Le Paltoquet de Michel Deville, où il tient un rôle plus dramatique. De plus, sa présence dans Jean de Florette et Manon des Sources (1986) lui ont acquis une fraîche célébrité. Sautet lui propose donc de rejoindre le film et l'acteur, s'il décline d'abord, finit par accepter quelques jours après. Auteuil met quelque temps à trouver sa place durant le tournage, mais sa prestation lui vaut finalement les louanges du réalisateur. La production contacte ensuite Sandrine Bonnaire, alors toute jeune actrice de dix-huit ans qui avait déjà tourné pour Maurice Pialat et Jacques Doillon. Elle aussi refuse, au grand dam du cinéaste, mais elle se laisse ensuite convaincre par Fieschi qu'elle connaît bien. Sautet a beaucoup de peine à diriger cette interprète sans grande expérience, mais déjà lauréate de deux César (l'un du meilleur espoir pour À nos amours et l'autre de la meilleure actrice avec Sans toit ni loi), qui tient à rester « instinctive » et rejette tout accompagnement de sa part. Il prend en revanche beaucoup de plaisir avec Jean-Pierre Marielle, qu'il a rencontré chez Jean Becker à l'époque lointaine où il l'assistait au scénario d'Échappement libre (1964), et qu'il avait perdu de vue depuis. Il est également admiratif du professionnalisme de Danielle Darrieux, là encore une vieille connaissance, du temps de ses débuts sur Occupe-toi d'Amélie de Claude Autant-Lara, pour laquelle il cherchait depuis longtemps l'occasion d'une association.
Sautet, que les regrets de Garçon ! ont poussé dans une forme de saturation, poursuit ce renouvellement au sein de la majeure partie de l'équipe technique. Quelques jours avec moi apparaît ainsi comme une véritable charnière dans sa carrière, au même titre que l'était Les Choses de la vie en 1970. Habitué à travailler avec une équipe fidèle d'à peu près son âge, il est forcé de se réinventer, et le projet lui est difficile. Mais il en garde globalement un très bon souvenir, notamment dans sa manière d'introduire dans le drame des éléments comiques allant jusqu'au burlesque,. Sorti en 1988, le film restera un de ses préférés, et par l'estime qu'il lui vaut, celui qui lui redonnera la confiance des producteurs, et de là le financement nécessaire à ses deux ultimes réalisations.

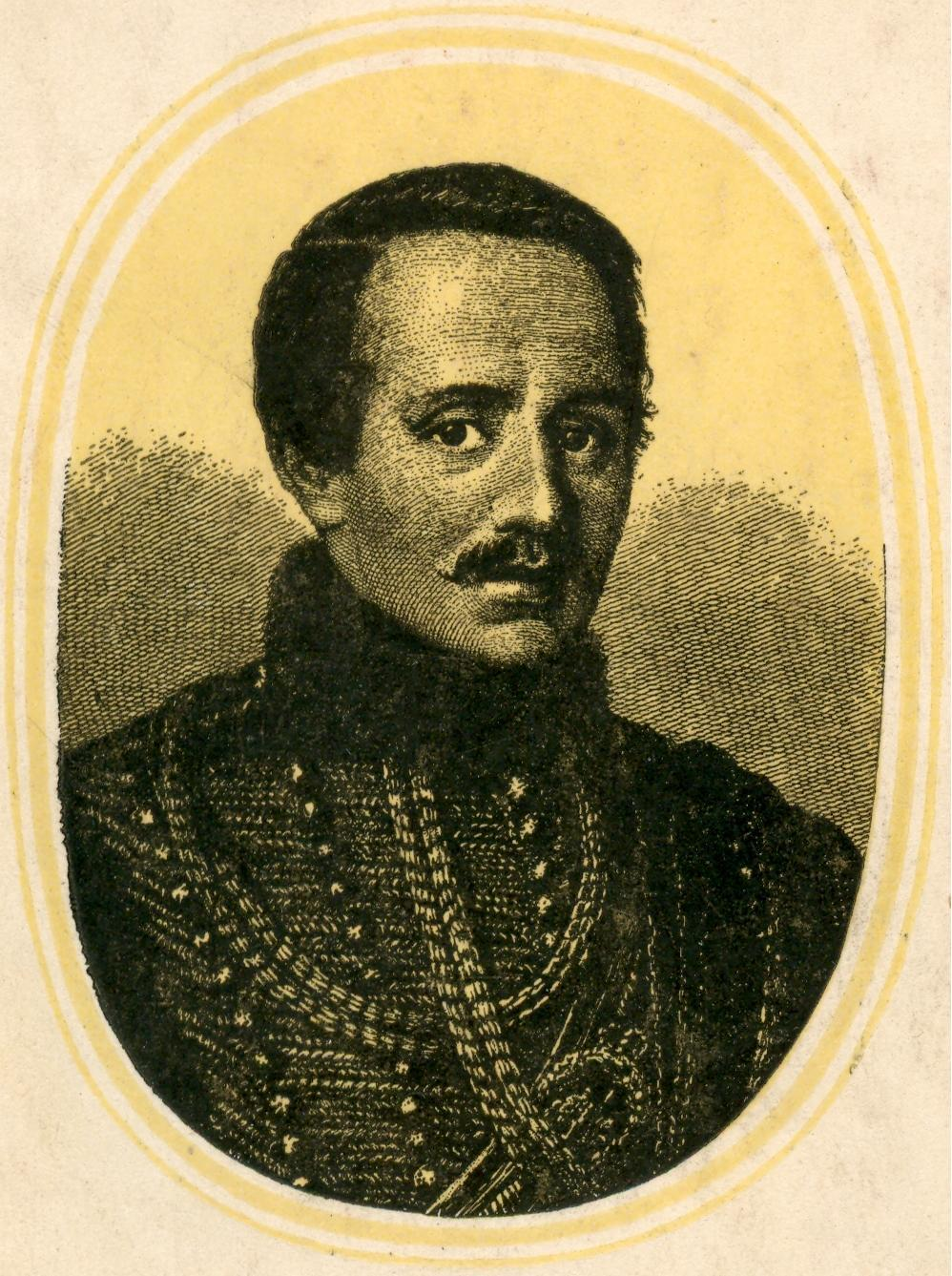
Gravure représentant Mikhaïl Lermontov.

La première, Un cœur en hiver (1992), lui vient d'abord de son amour pour la musique, et plus particulièrement de quatre CD de Maurice Ravel reçus de son fils lors d'un anniversaire. L'idée d'en tirer un film prend forme ensuite durant le tournage de Quelques jours avec moi, à la lecture du roman de 1840 Un héros de notre temps de Mikhaïl Lermontov,. L'intrigue va surtout prendre appui sur son chapitre La princesse Mary, où un soldat tourmenté séduit par bravade une femme qu'il n'aime pas. Sans Jacques Fieschi, alors indisponible, Sautet entame un scénario avec Jérôme Tonnerre seul, retranscrivant l'histoire dans un Paris moderne, et commençant à en agencer les principaux éléments. Mais ils peinent à trouver des motivations aux personnages, et à établir les liens qui les unissent. Au point que Tonnerre décidé après quelques mois de quitter l'entreprise. Fieschi revient pour le remplacer, mais la production préfère lui adjoindre l'assistant Yves Ulmann pour le ménager. Pour la distribution, le cinéaste choisit Emmanuelle Béart après l'avoir vue dans un restaurant vêtue et coiffée comme il envisage l'héroïne. Il finit par refaire confiance à Daniel Auteuil, après un temps car il vit à l'époque avec l'actrice. À l'écran, le film forme en partie une réponse à Quelques jours avec moi, en cultivant des thèmes proches dans un traitement opposé. Il attire plus d'1,3 million d'entrées en France, et est présenté dans plusieurs pays d'Europe et d'Amérique. Sautet reçoit pour l'occasion un Lion d'argent et un César pour son travail de réalisateur, et André Dussollier le César du meilleur acteur dans un second rôle.
Le cinéaste conclut sa carrière avec Nelly et Monsieur Arnaud (1995), qu'on peut lire comme une sorte de testament. On y retrouve maints thèmes déjà abordés comme la vénalité ou le non-dit, et le style épuré, chorégraphique dans ses dialogues et sa mise en scène, vers lequel il tend depuis plusieurs films. En outre, le personnage joué par Michel Serrault lui ressemble, Emmanuelle Béart a des airs de Romy Schneider et l'histoire elle-même porte sur des mémoires à écrire. À l'origine, l'idée part d'une scène aperçue par Sautet dans un bistrot : un vieil homme offre un chèque à une jeune femme vraisemblablement dans le besoin. Il apprend plus tard que son mari, informé, la pousse à retourner solliciter son bienfaiteur, celui-ci ne réclamant aucune contrepartie. De cette anecdote, le cinéaste construit le scénario avec le désormais habituel Jacques Fieschi. Les deux hommes construisent ensuite un récit, se nourrissant en partie de souvenirs personnels, et de lectures comme Les Belles Endormies du Japonais Yasunari Kawabata. Ils prennent beaucoup de plaisir à composer l'éloquence surannée de Monsieur Arnaud, à l'opposé des silences abstraits qui marquent la majeure partie d'Un cœur en hiver. C'est le producteur Alain Sarde qui propose de confier le rôle à Serrault. Malgré ses extravagances, l'acteur convainc Sautet, et parvient sur le tournage à surmonter ses difficultés avec ses dialogues, et avec le perfectionnisme intrusif du réalisateur,. Déjà présente dans son film précédent, Béart semblait un choix plus naturel à Sautet, qui l'engage même sans proposition préalable. Le film est un succès, avec plus d'1,5 million de spectateurs dans les salles, et permet au cinéaste de recevoir un second César, tandis que Serrault est distingué de celui du meilleur acteur.
Ainsi Sautet clôt ainsi sa carrière par une trilogie dépouillée sur les difficultés à exprimer ses sentiments,, où la richesse plurielle des personnages de ses années 1970 laisse place à une tension plus discrète et rigoureusement structurée.

#### Fin de vie et suites

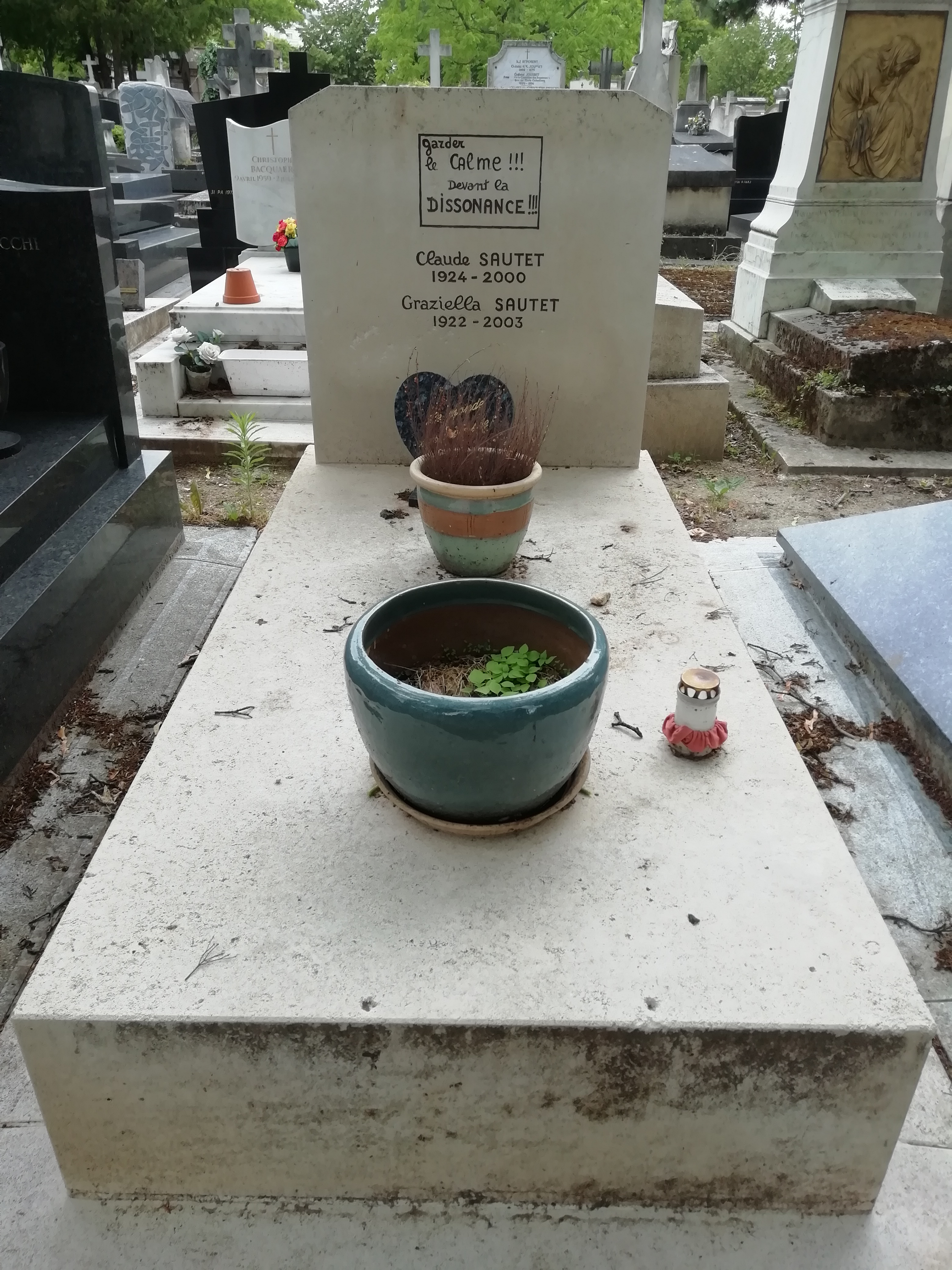
Tombe de Claude Sautet au cimetière du Montparnasse (division 1).

Fatigué par l'âge et la maladie, le cinéaste perd une dernière fois l'envie de tourner, et abandonne définitivement la réalisation. Il se rapproche pourtant de Studiocanal en 1998 pour opérer une remastérisation de plusieurs de ses films. Il en profite pour reprendre leurs montages, aidé de la spécialiste en restauration Béatrice Valbin-Constant,. Il coupe ainsi plus de dix minutes à Mado, de trois à Vincent, François, Paul... et les autres, et d'une à Une histoire simple et Quelques jours avec moi. Environ trente secondes sont retirées à Max et les Ferrailleurs et Un mauvais fils, et quelques scènes des Choses de la vie sont également réduites. Enfin Garçon !, déjà ramené à 102 minutes pour sa sortie en salles après une première version de 112, est encore amputé de près d'un quart d'heure pour aboutir à 88 minutes.
Gros fumeur, Claude Sautet meurt le 22 juillet 2000, des suites d'un cancer du foie. Il est enterré au cimetière du Montparnasse (division 1), à Paris. En 2001, du 5 mai au 14 juillet, Canal Plus diffuse onze de ses longs-métrages dans leurs versions définitives, dans la foulée du travail effectué avec Béatrice Valbin.
En 2005, Alexandre Jardin publie Le Roman des Jardin, qu'il présente comme autobiographique. Il y assure que son frère Frédéric est né de l'union adultère entre Sautet et sa mère Stéphane. Les deux s'étaient connus quand son père Pascal aidait au scénario de Classe tous risques. L'affaire fait grand bruit à l'époque, d'autant que Frédéric réclame à Yves Sautet, le fils légitime du cinéaste, de lui reprendre la gestion des droits d'auteur de ce dernier. Le différend est même porté au tribunal. Mais la thèse est finalement rejetée trois ans plus tard, à l'issue de tests ADN. Frédéric n'est pas le fils de Claude Sautet.

## Analyse

### Style et thèmes

#### Influences artistiques

Bill Evans en trio au festival de Kongsberg en 1970.

Plus que du cinéma, Sautet se sent avant tout proche de la musique et de la sculpture. La première le suit depuis la petite enfance, quand à dix ans il chante dans une chorale en qualité de soprano. Le sentiment d'isolement que lui laisse sa position de soliste le conduit déjà à s'intéresser au rythme et aux tons des autres, plutôt qu'à sa propre voix. Il cultive ce sens musical avec l'âge, s'amourachant assez du jazz pour en écrire des critiques dans un journal à vingt-trois ans. Les artistes qu'ils préfèrent sont les virtuoses comme Bill Evans ou Bud Powell, qui cachent leur technique comme il s'efforcera lui-même de le faire dans ses films. La musique sous-tend l'œuvre entière de Sautet. On la retrouve dans le rythme précis et les intonations travaillées des dialogues, dans l'alternance chronométrée à la seconde des champs-contrechamps, et encore dans la chorégraphie des moments forts, comme l'accident au début des Choses de la vie ou le « ballet » des serveurs dans la brasserie de Garçon !. Sautet va jusqu'à lui consacrer son film Un cœur en hiver, situé dans le milieu du violon classique.
Il découvre la sculpture un peu plus tard, quand il intègre l'École des Arts-Déco. Si le courage lui a manqué pour oser en faire ce métier, il reste persuadé que c'est là l'origine de son goût à modeler les corps, en jouant sur les visages et la présence physique. La peinture, dont il a pris quelques cours après son échec au bac, lui plait à l'inverse tellement peu qu'il avoue avoir parcouru des expositions en ne regardant que l'architecture du musée. Le théâtre lui est également étranger, même si Jean-Loup Dabadie et Claude Néron parviendront à lui faire aimer quelques dramaturges comme William Shakespeare ou Marivaux.
Paradoxalement, il en va de même pour le cinéma. Malgré ses études à l'IDHEC, Sautet ne se considère aucunement cinéphile. Son intérêt de spectateur se limite principalement aux films sortis durant sa jeunesse d'avant la guerre. Il cite néanmoins comme influences probables certains réalisateurs européens (Fritz Lang, Eugen Schüfftan, Ingmar Bergman, Federico Fellini) et japonais (Yasujirō Ozu, Kenji Mizoguchi). Mais parmi les maîtres français, il ne se reconnaît une dette qu'envers Jean Renoir et Jacques Becker. Son attrait majeur reste pour Hollywood : Howard Hawks, Ernst Lubitsch et Orson Welles l'impressionnent réellement, de même que John Ford, John Huston ou Raoul Walsh. Il admire en particulier leurs films les plus simples, qui vont directement à l'essentiel sans adjoindre de fioriture. Cette influence se retrouve dans nombre de ses films, de manière évidente sur Classe tous risques, mais aussi plus discrètement, dans la structure de travaux plus récents tels César et Rosalie, Vincent, François, Paul... et les autres ou Quelques jours avec moi. Il se démarque ainsi de la Nouvelle Vague contemporaine, dont l'importante culture littéraire et cinématographique des représentants marque pour lui une frontière infranchissable. Il lui est toutefois profondément reconnaissant d'avoir sorti le cinéma hexagonal de son carcan routinier, et voue même une certaine admiration à Jean-Luc Godard, Claude Chabrol, et un François Truffaut qui deviendra son ami. Son attirance pour les livres se résume là-encore aux Américains, comme John Steinbeck, Ernest Hemingway, Erskine Caldwell et John Dos Passos, ou la plus lointaine Carson McCullers. Il est beaucoup moins porté sur la littérature française, malgré une passion de jeunesse pour La Princesse de Clèves (son thème de l'aboutissement personnel occupera une grande part de ses films), et une attirance générale pour Diderot, qu'il trouve très moderne dans sa description de la bourgeoisie, par ce qu'elle a de plus beau et de plus complexe.

#### Style à l'écran
Sautet recherche un cinéma « à la fois sensuel, musical et moral ». Il le déclare lui-même : « on fait le film qu'on voudrait voir ». S'il admet son désir de voir ses projets trouver leur public, il s'estime malgré tout relativement insensible au qu'en-dira-t-on. De là sa propension à cultiver la tonalité des films qu'il affectionne. Un soin particulier est apporté à dissimuler le travail technique, pourtant considérable, et cet effort d'épure est de plus en plus prégnant à mesure qu'avance son œuvre. Sautet veut atteindre un cinéma pur, débarrassé de l'influence d'autres disciplines comme la peinture, le théâtre ou la littérature, qui cherche ses moyens et son inspiration dans sa propre histoire. Les thèmes sont ainsi traités frontalement, avec tendresse mais sans artifice. De quoi donner à ses films un caractère à la fois oppressant, et serein. La narration s'appuie sur des détails tels qu'un geste, un regard ou une mimique, privilégiant toujours les personnages sur les situations. Et cette prépondérance va immanquablement en s'accentuant de film en film. L'intrigue proprement dite est de plus en plus mince, et difficile à résumer. Elle est moins construite sur des faits, à la manière traditionnelle, qu'à travers une succession de plans suggérant l'évolution des caractères. Au point que l'élaboration de ces derniers avec les scénaristes est à l'origine des plus grandes querelles nées sur ses plateaux,. Sautet se montre d'autant plus vigilant vis-à-vis du rendu que ses projets sont toujours chargés de références et d'observations personnelles ayant trait à son univers. Trop s'en écarter le met invariablement mal à l'aise. Et s'il s'efforce de rester ouvert aux propositions extérieures, c'est toujours pour les absorber et se les approprier.
Dès lors, le rythme lui est également très travaillé. Son sens musical porte Sautet à donner beaucoup d'importance à cet aspect. Il y a dans la mise en scène et les dialogues de ses films un côté mélodique, quasi polyphonique qu'il a dû percevoir dès son enfance de choriste, et retrouver dans le jazz et la musique classique de son âge mûr. Avant même le tournage, les scènes en préparation sont séquencées minutieusement, et ne cessent d'être encore affinées ensuite. Le cinéaste n'hésite pas à réécrire une partie du scénario si ça lui semble nécessaire, l'essentiel étant pour lui d'entretenir la fluidité de la narration, ou au contraire d'en conserver les principaux points de rupture. La musique et le cinéma lui apparaissent en effet comme deux « arts de durée non explicites », au sens qu'on peut apprécier l'une ou l'autre de manière purement charnelle, physique, sans nécessairement en comprendre le sens littéral. La partition du compositeur proprement dite n'est dès lors qu'un élément parmi les autres, souvent restreint à occuper les plages de silence entre les personnages (et de ce fait en grande partie prévu avant le tournage).
L'importance accordée aux différents rôles a souvent conduit Sautet dans des scènes chorales, qui lui permettent de mieux les décrire par le biais de leurs interactions. Dans ses films, les personnages secondaires sont toujours traités avec soin, au risque même de les rendre trop importants pour l'histoire. C'est par un jeu de réécriture permanent, en prenant en compte la personnalité de chaque acteur, qu'il s'efforce de conserver au récit son authenticité et sa clarté.

#### Thèmes abordés
La carrière de Sautet prend plusieurs virages avant d'atteindre la maturité, au cours desquels il s'inspire du cinéma d'Outre-Atlantique, mais aussi de sa littérature et de son jazz, pour apprendre le métier de réalisateur. Ses deux premiers longs métrages personnels, Classe tous risques et L'Arme à gauche, sont très proches des films noirs : l'histoire y privilégie l'aspect physique et comportemental, plutôt que les dialogues et les situations,. Il faut attendre Les Choses de la vie, et l'entremise de Jean-Loup Dabadie pour voir le cinéaste s'émanciper, et faire de son œuvre une réflexion sur ce que le critique Michel Boujut (citant Cesare Pavese) appelle le « métier de vivre ». Les personnages y oscillent entre de lents désespoirs et de courts instants de grâce, et leurs déchirements qui en résultent dessinent peu à peu leur humanité. Dès lors, l'intrigue n'est plus là que pour les accompagner dans leurs aléas sentimentaux. Ce sont d'abord leurs amitiés, leurs amours et leurs affrontements qui la construisent, et l'intervention du hasard n'est souvent là que pour les appuyer. L'articulation des sentiments peut conduire jusqu'à la bassesse, à la vénalité et aux manipulations les plus viles, du moment que les travers décrits conservent leur réalisme. C'est le fondement de films comme Max et les Ferrailleurs, Mado ou Nelly et Monsieur Arnaud.

La critique Isabelle Potel évoque à ce titre un naturalisme : 

« [qui] parle toujours du même malaise qui le désespère : entre les gens, ça ne marche pas, les mots comme les gestes, les idées comme les sentiments, tombent à côté de la plaque. C'est cette inadéquation tragique que traduit à l'écran ce naturalisme qui rend tout maladroit, décalé, faux, tout simplement. C'est le propre du naturalisme, qui voudrait imiter la vie, de faire sentir presque insupportablement le simulacre qui en découle. »

S'il rejette l'idée d'être le cinéaste de son temps, qui use de ses films pour relayer les dernières tendances, les films de Sautet traitent bien de thèmes très contemporains comme le chômage, la spéculation immobilière, l'euthanasie, le féminisme ou l'IVG. Mais c'est plutôt pour traduire la difficulté des personnages à vivre dans leur époque, en particulier à l'âge mûr. À mesure qu'avance sa carrière, ce trait conduit même à l'émergence progressive d'une certaine nostalgie dans le ton.

### Méthode et technique

#### Scénario

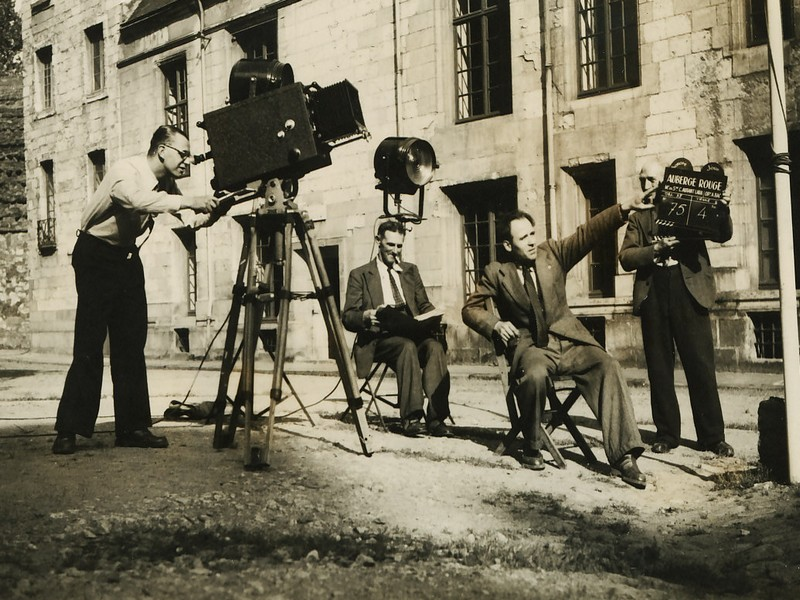
Claude Autant-Lara (assis au premier plan) sur le tournage de L'Auberge rouge en 1951. Sautet fait ses débuts d'assistant sur son film précédent Occupe-toi d'Amélie.

C'est par l'écriture que Sautet est devenu cinéaste. Garçon timide et peu sûr de lui, il éprouve une première satisfaction à rejoindre un groupe de tournage. Même s'il ne s'agit que de rendre de menus services, la perspective d'être simplement remercié, apprécié, tout en découvrant un monde qui lui est nouveau, est déjà pour lui source de bonheur : une occasion de « se sentir exister ». Son goût le porte rapidement à aider à ficeler des scénarios. À l’œuvre sur un très grand nombre de films, souvent sans même de crédit au générique, il se contente fréquemment de quelques changements, « avec pour seule ambition de rendre les choses un peu moins moches ». Les projets qu'on lui soumet sont en effet souvent le produit d'associations disparates portées par un producteur, qui laissent le metteur en scène en difficulté avec le scénario imposé. Ses interventions consistent donc à l'aider en corrigeant ce qui peut l'être. Il se borne généralement à supprimer des aspects accessoires pour recentrer l'histoire, mais il propose aussi parfois quelque ajout donnant au récit plus de relief, en l'éclairant sous un angle nouveau.
Quand sa carrière de réalisateur débute, il reste un scénariste actif de ses propres films, mais avoue son besoin de s'entourer. Son manque de culture littéraire le pousse en effet dans des doutes permanents, l'obligeant à soumettre sans cesse ses idées à quelqu'un de confiance. C'est d'abord sa femme Graziella qui joue ce rôle, en lui donnant son avis à chaque étape de ses créations. L'écriture s'effectue ensuite avec les quelques coscénaristes qui l'ont accompagné dans sa carrière, plus particulièrement les tandems Jean-Loup Dabadie - Claude Néron (des Choses de la vie à Garçon !) et Jacques Fieschi - Jérôme Tonnerre sur sa dernière trilogie. Sa méthode reste globalement la même : avec l'aide de ses collaborateurs, il compose d'abord une nouvelle d'une vingtaine de pages destinée aux producteurs, puis s'autorise à la reprendre une fois le projet officialisé. Là démarre ce que Dabadie appelle la phase de « travail debout », par opposition à celle de « travail assis » de mise au propre qui lui succède. Durant la première, qui peut durer jusqu'à six mois, Sautet discute de l'intrigue avec ses coscénaristes de plus en plus formellement. Progressivement, il trace schématiquement l'évolution des différents personnages, usant de grandes feuilles collées au mur, qu'il colore selon l'émotion ou un aspect particulier du récit. Il écrit rarement réellement, se contentant plutôt de cadrer oralement, apportant des idées, en refusant d'autres, mimant les dialogues comme un acteur pour percevoir au plus juste le résultat à venir. Ce travail, mené dans une concentration intense, est poussé loin dans le détail apporté aux descriptions, aux dialogues, au séquencement des scènes et aux indications de jeu. Mais le cinéaste s'assure toujours de laisser une part de mystère et de non-dit, sur laquelle il pourra s'appuyer ensuite durant le tournage. Cette volonté d'imprévu le conduit à chaque fois modifier en profondeur les récits qu'il adapte.
Sautet reste néanmoins peu à l'aise avec l'improvisation. Son désir d'« aventure », comme il dit, doit toujours s'accompagner d'une grande rigueur. Cette implication forte et ce degré d'exigence conduisent parfois à quelques tensions avec ses coscénaristes, mais elles se résolvent généralement vite, Sautet restant toujours ouvert aux propositions, et ne rejetant au fond que le flou et l'indécision. D'une manière générale, très peu de ceux qui ont travaillé un temps avec lui n'en gardent de bons souvenirs, et l'envie de participer à nouveau à l'un de ses projets.

#### Image et mise en scène
En matière de photographie, le cinéaste n'a pas de prédilection particulière. C'est généralement durant les repérages que se dessine la tonalité de ses films. Il la corrige ensuite durant le tournage, en gardant toujours en tête l'évolution à venir du récit. Il commence par mettre en place le décor précisément, en usant par exemple de miroirs ou de cloisons factices pour le remodeler à sa guise. C'est seulement après qu'il s’intéresse à la dramaturgie.
Sa réserve naturelle l'amène à privilégier des chefs opérateurs avec lesquels peut naître un échange. Celui-ci va bien au-delà de la technique : il s'agit de construire un dialogue sur un axe aussi bien politique, personnel ou philosophique que stylistique. Le style, justement, est toujours discret dans les films de Sautet. Non qu'il le rejette systématiquement, mais il s'estime incapable de maîtriser des effets trop palpables. Il préfère donc s'en tenir aux apports de ses chefs opérateurs, et de les adapter selon l'idée qu'il se fait de son film. Cette exigence, qui se poursuit dans la manière dont il met en scène, est l'un des fondements de son œuvre : la recherche de ce qu'il appelle lui-même la « magie invisible ».
Sautet considère le cinéma comme un « artisanat de luxe », où chacun est à sa place pour apporter sa contribution. C'est pour cette raison qu'il ne supporte pas l'oisiveté sur un tournage. Il attend de chacun une implication totale. Il en a besoin pour faire taire les nombreux doutes qu'il rencontre à mesure que le projet avance. Chaque jour est en effet pour lui l'occasion de tester différentes combinaisons, amenant leur lot de flous qu'il se fait un devoir d'élucider. D'un tempérament très anxieux, il s'investit lui-même dans tous les aspects de la production, inscrivant chaque matin sur des fiches de couleur le programme qu'il se fixe pour la journée. Chaque élément le préoccupe, et la moindre proposition suffit à le replonger dans l'interrogation. Malgré cela, il met tous ses efforts à maîtriser ses entreprises, et parvient généralement à s'en tenir au budget alloué. Ce dernier peut certes être assez élevé, du fait de ses exigences. Mais si on excepte Mado et son contexte désastreux (grève des techniciens, conditions climatiques difficiles), il réussit toujours à tenir les délais impartis, limitant en particulier tous ses tournages à moins de trois mois.
Avec ses acteurs, il conserve cette même attente envers leur implication. Bien avant le tournage, il les rencontre d'abord informellement, leur parlant de choses et d'autres, et n'abordant le sujet du rôle que quand il les sent vraiment accrochés. Il a besoin d'acteurs investis, car il compose ses personnages avec à l'esprit ceux qu'il choisit pour les interpréter. Même s'il n'hésite pas à réécrire les scènes durant le tournage selon ce qu'il perçoit, il lui importe que chacun des acteurs se sente suffisamment en confiance pour donner de sa personnalité, celle-ci étant partie intégrante du rôle. Il s'efforce donc de les mettre dans des situations les portant plus naturellement à s'exprimer. Quitte à leur donner parfois de fausses indications, le temps que se débloque un moment délicat. Il reste toutefois extrêmement attentif à l'intonation et au rythme de leur diction. Lui-même travaille chaque rôle en se mettant à la place du personnage, allant souvent jusqu'à le jouer devant l'interprète pour le pousser à reproduire sa manière. Son insistance sur ce point lui occasionnera quelques brouilles, comme avec Sandrine Bonnaire sur Quelques jours avec moi, où l'actrice d'alors dix-huit ans refuse toute intrusion dans sa façon de jouer. Mais quelles que soient les tensions vécues, la plupart des acteurs ayant collaboré avec Sautet loueront cette expérience et se déclareront prêts à recommencer.

### Collaborateurs récurrents
Sautet n'hésite pas à souvent confier ses films aux mêmes scénaristes, acteurs, monteurs, chefs opérateurs et compositeurs.

#### Romy Schneider
Quand il rencontre Romy Schneider, Sautet ne l'a encore jamais vue à l'écran. Il l'associe au personnage de Sissi qui l'a fait connaître, et en garde l'image d'une femme peu naturelle. Mais il découvre quelqu'un d'au contraire très vivant, gai et attachant. Sur le tournage des Choses de la vie, il est frappé par son implication, et par l'énergie qu'elle dégage. Il comprend qu'elle est vulnérable, habitée d'émotions lourdes que son rôle lui permet d'extérioriser. Il se rend compte aussi que leurs perfectionnismes respectifs se nourrissent l'un l'autre. La collaboration lui est passionnante, et il s'efforce de la préserver. Il reste à ses côtés quand elle doute, et la guide dans l'amélioration de son jeu. C'est ainsi par exemple qu'il la pousse à baisser sa voix, remarquant qu'elle en devient aussitôt plus juste, et que son accent allemand y gagne en charme. À la vue de son aisance à vite changer d'expression, il la convainc de se coiffer les cheveux tirés en arrière, et ainsi dégager son visage. Schneider a pour lui une force de caractère telle qu'elle oblige les hommes à donner le meilleur d'eux-mêmes, et il reste longtemps sans pouvoir écrire un rôle féminin sans penser à elle pour l'interpréter.

« Claude et moi, c'est une amitié qui va bien au-delà d'une complicité de metteur en scène et de comédienne. »

— Romy Schneider
Leur association s'étale sur cinq films : outre Les Choses de la vie, l'actrice apparaît dans Max et les Ferrailleurs, César et Rosalie, Mado et Une histoire simple. Il lui offre ce dernier pour ses quarante ans, en vertu d'une vieille promesse qu'elle n'hésite pas à lui rappeler. Elle lui reprochera d'ailleurs de ne pas l'y avoir assez mise en avant, son rôle s'inscrivant parmi un groupe qu'elle qualifiera de « bonnes femmes nulles ». Mais c'est bien encore elle qui est à l'origine d'Un mauvais fils, adapté sur ses conseils par Sautet avec son mari d'alors Daniel Biasini. Leur relation, qui aurait commencé par une brève liaison avant le tournage des Choses de la vie, est un point fondamental de l’œuvre du cinéaste, qui a beaucoup aidé à sa popularité. Il trouve en Schneider sa muse, l’icône qui accompagne son nouveau départ après la période difficile qui suit la sortie de L'Arme à gauche. Sa mort en 1982 est pour lui un drame, dont il ne se relèvera jamais complétement.

#### Michel Piccoli et Yves Montand
Sautet rencontre Michel Piccoli chez Philippe Sarde, son futur compositeur attitré, qui a alors vingt ans et vit toujours chez ses parents. Ils s'y parlent peu, mais le cinéaste commence à l'envisager pour le rôle principal des Choses de la vie. Il a remarqué ses progrès depuis quelques films, et reste impressionné par sa performance dans Le Doulos de Jean-Pierre Melville. Comme à son habitude, il l'invite à un tête-à-tête où ils échangent de sujets divers, n'abordant le projet que rarement, et seulement après que s'installe une certaine complicité. Celle-ci se poursuit quand sur le tournage, les deux hommes s'allient pour soutenir la très sensible Romy Schneider, « comme deux grands frères ». Ils se retrouveront sur encore quatre films : Piccoli incarne des rôles majeurs dans Max et les Ferrailleurs, Vincent, François, Paul... et les autres et Mado, auxquels s'ajoute la voix du narrateur de César et Rosalie. Sautet apprécie en lui le même mélange d'instinct et de rigueur qu'en Romy Schneider, mais il lui ajoute un côté troublant, et un sens de l'observation lui permettant un grand mimétisme. L'acteur avouera s'être aperçu qu'il le singeait en fait lui-même. Schneider et Piccoli sont les deux seuls que Sautet s'interdit presque toujours de couper au montage. Ils forment en quelque sorte ses alter ego à l'écran, qu'il s'assure toujours de ménager, et d'écouter sur les tournages. Après Mado, Piccoli et Sautet se perdent de vue, sans raison autre que l'absence de projet prévu ensemble. Ils ne se retrouvent qu'une dizaine d'années plus tard, reprenant une amitié qui ne cessera cette fois qu'avec leur mort.

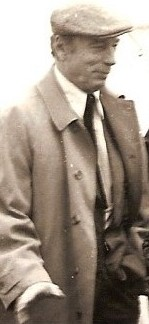
Yves Montand en 1982.

La relation est plus conflictuelle avec Yves Montand. Le cinéaste est d'abord surpris quand son agent Jean-Louis Livi lui soumet son nom pour César et Rosalie. Ses prestations précédentes ne le convainquent pas : il les trouve forcées. Mais il organise tout de même une rencontre, qui le laisse charmé. Il découvre un homme sympathique, drôle, mais aussi émouvant d'une certaine manière, par son côté hâbleur et sanguin prisonnier de lui-même. Il va beaucoup jouer de cet aspect dans leurs trois films ensemble : celui-ci, puis Vincent, François, Paul... et les autres, et enfin Garçon !. Ce dernier résulte d'ailleurs d'une promesse qu'il a faite l'acteur, comme Une histoire simple l'était pour Romy Schneider. Mais leurs rapports se dégradent peu à peu. D'une part, le caractère excessif de Montand commence à lui peser, et d'autre part il insiste de plus en plus pour que son rôle le mette en valeur. Souvent Sautet cède et lui ajoute des scènes favorables, mais il en coupera la plupart lors de remontages, certains après sa mort en 1991,. L'échec critique de Garçon ! scelle la fin de leur collaboration. Après le hiatus de cinq ans qui lui succède, Sautet aspire à un renouveau. Il se lasse d'osciller entre ces deux représentations de lui-même, Piccoli pour sa part de pudeur quasi puritaine, Montand pour son côté plus sanguin. Il préfère alors se tourner vers des acteurs plus jeunes, en particulier Daniel Auteuil.

#### Jean-Loup Dabadie et Claude Néron
Sautet rencontre Jean-Loup Dabadie durant sa période de « ressemeleur de scénario ». Il lui propose de travailler ensemble sur un projet ambitieux, Coupé cabèche, dont le tournage doit être dirigé par Michel Boisrond, et mettre en avant différentes célébrités telles qu'Ursula Andress. Dabadie est à l'époque un jeune journaliste connu pour écrire des sketches à Guy Bedos. Le film n'aboutit pas, mais quand il entame une adaptation des Choses de la vie à la demande de son auteur Paul Guimard, et qu'aucun réalisateur ne se montre intéressé, il repense à Sautet. L'accord de ce dernier marque le début d'une collaboration fructueuse qui durera six longs métrages. Leur duo est très complémentaire : Sautet amène son passé banlieusard, son caractère angoissé, et la noirceur des polars américains qu'il affectionne, Dabadie y ajoute une touche de vitalité plus légère et aristocratique. Les deux hommes aiment se retrouver dans une brasserie, souvent la même, où ils discutent en observant les autres clients. L'idée prenant forme, ils initient le processus d'écriture. Ils le font d'abord le soir chez Dabadie, dans une pièce à l'écart de sa femme et ses fils, puis s'installent dans un studio spécialement acheté par le cinéaste, rue de Ponthieu à Paris. Au gré de leurs échanges, ils prennent diverses notes qu'ils clouent aux murs, et qu'ils complètent à mesure que se dessinent l'intrigue et les personnages. Généralement, Dabadie écrit entre deux séances ce dont ils sont convenus, puis le lit à Sautet et celui-ci, parcourant l'endroit de long en large, lui soumet les modifications qui lui viennent à l'esprit. Son irascibilité est bien supportée par son comparse, celui-ci lui gardant un immense respect, et s'avouant plutôt « intimidé » par l'homme que vraiment agacé.
L'association prend la forme d'un trio dès Max et les Ferrailleurs, en intégrant l'auteur du roman éponyme Claude Néron. Il reste en support pour César et Rosalie, puis fournit encore son livre La Grande Marrade pour servir de base à Vincent, François, Paul... et les autres. Durant leurs séances ensemble rue de Ponthieu, il se pose plutôt en retrait, n'apportant son concours que par petites touches qui lui viennent en pensant surtout au résultat à l'écran. Il amène aussi une forme de pragmatisme sincère, qui aide ses deux complices dans leurs réflexions. En termes de style, Néron est à l'opposé de Dabadie. Il s'inscrit dans un pessimisme profond, loin de la pétulance de son vis-à-vis, et préfère aux décors bourgeois la classe ouvrière et les laissés-pour-compte. Mais les trois hommes s’apprécient. Dabadie a de l'admiration pour l'auteur Néron, qui en retour se montre ouvert à ses commentaires. Sautet apparaît même parfois plus à l'aise avec ce dernier, dans son apparence notamment vestimentaire. Mais leur relation se détériore quand Néron découvre Dabadie cité seul dialoguiste au générique de Vincent, François, Paul... et les autres, en vertu d'une clause contractuelle qu'il ignorait. Touché, le cinéaste lui confie donc Mado exclusivement. Mais le film marque la fin de leur collaboration, Sautet préférant retrouver Dabadie pour Une histoire simple. Par la suite, il ne refait appel à celui-ci que sur Garçon !, dont le souvenir amer le conduit à renouveler largement son équipe pour son film suivant Quelques jours avec moi. C'est alors Jacques Fieschi et Jérôme Tonnerre qui reprennent le rôle de coscénaristes.

## Filmographie

### Réalisateur et scénariste
- 1951 : Nous n'irons plus au bois (court-métrage)
- 1955 : Bonjour sourire (non crédité comme scénariste)
- 1960 : Classe tous risques
- 1965 : L'Arme à gauche
- 1970 : Les Choses de la vie
- 1971 : Max et les Ferrailleurs
- 1972 : César et Rosalie
- 1974 : Vincent, François, Paul… et les autres
- 1976 : Mado
- 1978 : Une histoire simple
- 1980 : Un mauvais fils
- 1983 : Garçon !
- 1988 : Quelques jours avec moi
- 1992 : Un cœur en hiver
- 1995 : Nelly et Monsieur Arnaud

### Scénariste, dialoguiste ou adaptateur
- 1959 : Le fauve est lâché de Maurice Labro
- 1959 : Les Yeux sans visage de Georges Franju
- 1963 : Symphonie pour un massacre de Jacques Deray
- 1963 : Peau de banane, de Marcel Ophuls
- 1964 : L'Âge ingrat de Gilles Grangier
- 1964 : Maigret voit rouge de Gilles Grangier
- 1964 : Échappement libre de Jean Becker
- 1964 : Monsieur de Jean-Paul Le Chanois
- 1965 : La Vie de château de Jean-Paul Rappeneau
- 1967 : Mise à sac d'Alain Cavalier
- 1968 : La Chamade d'Alain Cavalier
- 1969 : Le Diable par la queue de Philippe de Broca
- 1970 : Borsalino de Jacques Deray
- 1971 : Les Mariés de l'an II de Jean-Paul Rappeneau
- 1988 : Mon ami le traître de José Giovanni
- 1994 : Intersection de Mark Rydell
- Scénario écrit mais non tourné : Thomas l'agnelet[N 5]

### Assistant réalisateur
- 1950 : Le Mariage de mademoiselle Beulemans d'André Cerf
- 1951 : Paris chante toujours de Pierre Montazel
- 1952 : Le Huitième Art et la Manière (court métrage) de Maurice Régamey
- 1952 : Le Crime du Bouif  d'André Cerf
- 1953 : Les Révoltés de Lomanach de Richard Pottier
- 1953 : L'honneur est sauf (court métrage documentaire) d'Édouard Molinaro
- 1954 : Les hommes ne pensent qu'à ça d'Yves Robert
- 1954 : Le Fils de Caroline chérie de Jean Devaivre
- 1955 : La Bande à papa de Guy Lefranc
- 1956 : Les Truands de Carlo Rim
- 1956 : Action immédiate de Maurice Labro
- 1958 : Ni vu… ni connu… d'Yves Robert
- 1959 : Les Yeux sans visage de Georges Franju - premier assistant

## Publication
- Un mauvais fils, roman, Paris, Éditions J'ai Lu, 222 p., 1981

## Distinctions
- César
  - Claude Sautet a remporté deux César du meilleur réalisateur : en 1993 pour Un cœur en hiver et en 1996 pour Nelly et Monsieur Arnaud.
  - Il a été nommé deux autres fois dans la catégorie meilleur réalisateur : en 1979 pour Une histoire simple et en 1981 pour Un mauvais fils.
  - Claude Sautet a été nommé trois fois dans la catégorie César du meilleur film : en 1979 pour Une histoire simple, en 1993 pour Un Cœur en hiver et en 1996 pour Nelly et Monsieur Arnaud.
  - Claude Sautet a été nommé trois fois dans la catégorie César du meilleur scénario. Une fois avec Jean-Loup Dabadie en 1979 pour Une histoire simple et deux fois avec Jacques Fieschi, en 1993 pour Un cœur en hiver et en 1996 pour Nelly et Monsieur Arnaud.
- Mostra de Venise
  - Lion d'argent (prix de la mise en scène) en 1992 pour Un cœur en hiver.
- Prix Louis-Delluc
  - Les Choses de la vie (1969) et Nelly et Monsieur Arnaud (1996).
- Oscar
  - Une histoire simple a été nommé en 1980 dans la catégorie meilleur film étranger.

## Hommages
Depuis le 8 juin 2023, une place du 5e arrondissement de Paris est nommée en sa mémoire.